# Pavel Dostál

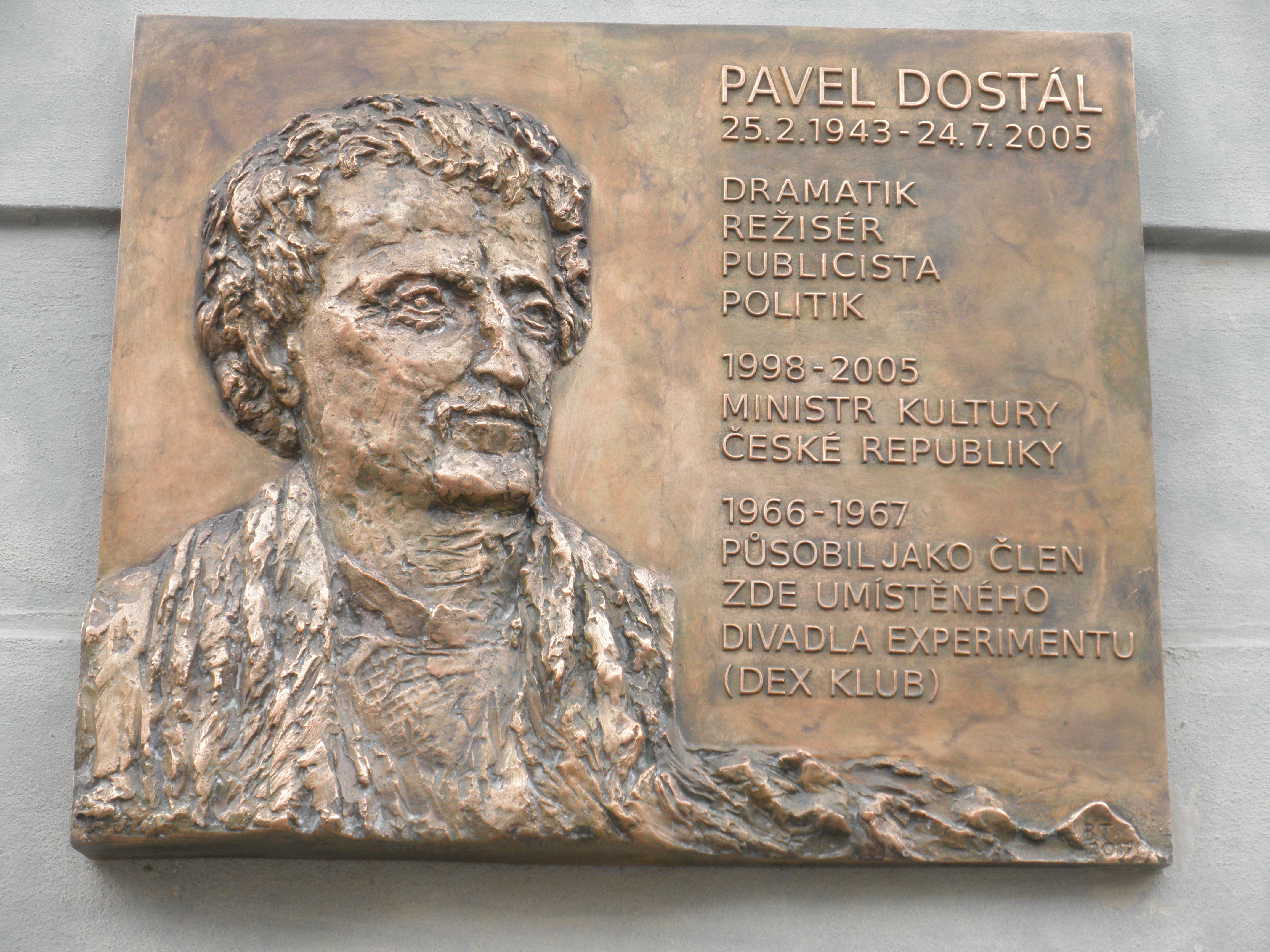
Tablica upamiętniająca Pavla Dostála

Pavel Dostál (ur. 25 lutego 1943 w Ołomuńcu, zm. 24 lipca 2005 w Brnie) – czeski artysta i polityk, minister kultury w latach 1998–2005.

## Życiorys
Początkowo pracował jako technik. W latach 1966–1969 był dramaturgiem i dyrektorem artystycznym teatru eksperymentalnego w Ołomuńcu. Pracował w tym okresie również jako reżyser i scenarzysta, a także publicysta oraz choreograf.
W 1968 podczas Praskiej Wiosny wygłaszał sprzeciwiające się sowieckiej okupacji hasła w przemówieniach radiowych. W 1969 wystąpił z Komunistycznej Partii Czechosłowacji, do której należał od 1962. Był to osobisty sprzeciw wobec dojścia do władzy Gustáva Husáka. Z powodów politycznych zatrzymywany i inwigilowany przez funkcjonariuszy komunistycznej bezpieki. Do 1988 nie mógł oficjalnie zawodowo prowadzić działalności artystycznej, utrzymywał się w prac fizycznych.
Pod koniec lat 80. działał w lewicowej organizacji opozycyjnej „Obroda”. Od 1989 do 1993 sprawował funkcję dyrektora artystycznego teatru muzycznego w Ołomuńcu. Od czerwca 1990 do grudnia 1992 był członkiem jednej z izb Zgromadzenia Federalnego, początkowo jako członek Forum Obywatelskiego, a od 1991 jako działacz Czeskiej Partii Socjaldemokratycznej (ČSSD). W kadencjach 1996–1998 i 1998–2002 sprawował mandat deputowanego do Izby Poselskiej. 22 lipca 1998 w rządzie premiera Miloša Zemana objął urząd ministra kultury. Stanowisko to powierzali mu w swoich rządach również Vladimír Špidla, Stanislav Gross oraz Jiří Paroubek. Funkcję ministra sprawował do czasu swojej śmierci.
Był autorem kilkunastu sztuk teatralnych, produkcji radiowych i telewizyjnych.

## Odznaczenia
W 2015 został pośmiertnie odznaczony Medalem Za Zasługi I stopnia.